# ルッカ共和国

ルッカ

ルッカ共和国（ルッカきょうわこく、イタリア語: Repubblica di Lucca）は、イタリアトスカーナ州ルッカを中心とする中世から近世にかけての国家である。1160年から1805年まで続いた。
領土はルッカを越え、現在のトスカーナ州北西部の田園地帯から、エミリア＝ロマーニャ州およびリグーリア州との国境にまで及んだ。
ルッカ共和国は1799年まで独立国であったが、その後、事実上フランス第一帝政の従属国となった。その後、1805年にルッカ・エ・ピオンビーノ公国となり、正式に消滅した。

## 背景
イタリア王国において、ルッカはウーゴの時代まで、トスカーナ辺境伯の居城であった。1084年、グレゴリウス7世との叙任権闘争のためイタリアへ遠征中のハインリヒ4世が勅書を発給し、ルッカには一定の自治権が認められた。ただし、城壁から6マイルの範囲内には封建城を建てられなかった。その後、後の皇帝らによってさらに特権が与えられた。

## 共和国の興隆

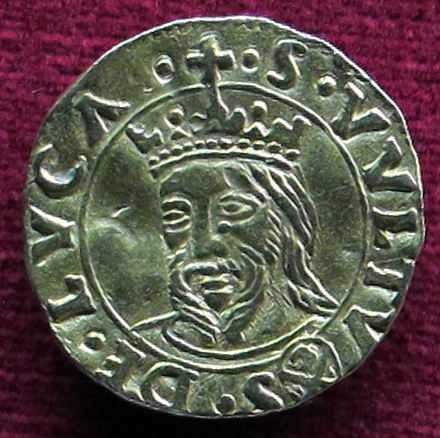
ルッカ共和国の金貨（1475年）

1115年、マティルデ・ディ・カノッサが死去すると、ルッカは独立したコムーネを形成し始め、1120年にコンラートが、1162年にフリードリヒ1世がこれを承認した。ルッカはウェルフ6世から封建権を購入し、皇帝にのみ従属するようになった。500年以上の間、ルッカは独立共和国として存続した。
12世紀末、ルッカおよびトスカーナの他の都市は、近隣の封建領主と戦い、領土を征服するための同盟を結んだ。これにより、特にルッカおよびフィレンツェは、広大な領土を支配し、地域での軍事的覇権を争うようになった。13世紀は、ルッカを含む多くのコムーネ内部における政治的争いによって特徴づけられる。結果、共和国では人民派の台頭と政府構造の変化、および教皇派と皇帝派間の争いが見られた。1273年および1277年、ルッカはカピターノ・デル・ポポロである教皇派のルケット・ガッティルシオによって支配された。